# 卡林科維奇
卡林科維奇是白俄羅斯的城鎮，位於該國東南部普里皮亞季河畔，由戈梅利州負責管轄，該鎮受切爾諾貝爾核事故波及，2004年人口37,876。
52°08′N 29°20′E / 52.133°N 29.333°E